# Cameron Alexander
Cameron Alexander (* 31. Mai 1997 in North Vancouver, British Columbia) ist ein kanadischer Skirennläufer. Er ist auf die Disziplinen Abfahrt und Super-G spezialisiert. Sein zwei Jahre jüngerer Bruder Kyle Alexander ist ebenfalls als Skirennläufer aktiv.

## Biografie
Als 15-Jähriger nahm Alexander ab Januar 2014 an FIS-Rennen teil, zunächst in allen Disziplinen. Seine ersten Einsätze im Nor-Am Cup hatte er im Dezember 2014. Erstmals in die Punkteränge fuhr er zwölf Monate später. Während sein Fokus zu Beginn auf Riesenslalom und Slalom lag, verlagerte sich dieser allmählich hin zu den schnellen Disziplinen. Sein bestes Ergebnis bei Juniorenweltmeisterschaften erzielte er 2018 in Davos mit Platz 5 im Super-G. In der Saison 2018/19 etablierte er sich nahe der Spitze des Nor-Am Cups. Am 6. Dezember 2018 erzielte er die erste Podestplatzierung auf dieser Stufe, mit Rang 2 in der Abfahrt von Lake Louise.
Sein Weltcup-Debüt hatte Alexander am 30. November 2019 in der Abfahrt von Lake Louise, wo er auf Platz 48 fuhr. Im darauf folgenden Monat erzielte er zwei weitere Podestplatzierungen im Nor-Am Cup, darunter seinen ersten Sieg am 12. Dezember 2019 (ebenfalls eine Abfahrt in Lake Louise). Weltcuppunkte holte er erstmals am 18. Januar 2020, als er in Wengen die Lauberhornabfahrt auf dem beachtlichen 19. Platz beendete. Auch in Kitzbühel und Garmisch-Partenkirchen konnte er punkten. Zum Abschluss der Weltcupsaison 2019/20 stieß er am 7. März in Kvitfjell mit der hohen Startnummer 49 auf den zehnten Platz vor. Im Nor-Am Cup 2019/20 entschied er die Abfahrtswertung für sich (punktgleich mit Jeffrey Read).
Alexander verpasste den größten Teil der Saison 2020/21, nachdem er sich beim Abfahrtsrennen Mitte Dezember in Val-d’Isère einen Kreuzbandriss zugezogen hatte. Elf Monate später gab er sein Comeback und am 4. März 2022 gewann er mit Startnummer 39 zeitgleich mit dem Schweizer Niels Hintermann die erste Abfahrt von Kvitfjell. Es war zugleich sein erster Podestplatz in einem Weltcuprennen. Erst drei Wochen zuvor war ihm am gleichen Ort sein erster Sieg in einer Europacup-Abfahrt gelungen.
Nach einem verhaltenen Beginn der Weltcupsaison 2022/23 mit Platz 6 in der Kitzbüheler Hahnenkammabfahrt als einzigem Top-10-Ergebnis gewann er bei den Weltmeisterschaften 2023 in Courchevel etwas überraschend die Bronzemedaille in der Abfahrt.

## Erfolge

### Weltmeisterschaften
- Courchevel 2023: 3. Abfahrt

### Weltcup
- 5 Podestplätze, davon 1 Sieg:

| Datum        | Ort       | Land     | Disziplin |
| ------------ | --------- | -------- | --------- |
| 4. März 2022 | Kvitfjell | Norwegen | Abfahrt * |

* zeitgleich mit Niels Hintermann

### Weltcupwertungen
| Saison  | Gesamt | Gesamt | Abfahrt | Abfahrt | Super-G | Super-G |
| Saison  | Platz  | Punkte | Platz   | Punkte  | Platz   | Punkte  |
| ------- | ------ | ------ | ------- | ------- | ------- | ------- |
| 2019/20 | 103.   | 46     | 35.     | 46      | -       | -       |
| 2021/22 | 68.    | 115    | 21.     | 115     | -       | -       |
| 2022/23 | 64.    | 112    | 23.     | 101     | 52.     | 11      |
| 2023/24 | 26.    | 301    | 9.      | 205     | 20.     | 96      |
| 2024/25 | 22.    | 338    | 9.      | 194     | 14.     | 144     |

### Europacup
- Saison 2021/22: 5. Abfahrtswertung
- 5 Podestplätze, davon 3 Siege:

| Datum             | Ort        | Land     | Disziplin |
| ----------------- | ---------- | -------- | --------- |
| 10. Februar 2022  | Kvitfjell  | Norwegen | Abfahrt   |
| 20. Dezember 2022 | St. Moritz | Schweiz  | Abfahrt   |
| 22. Dezember 2022 | St. Moritz | Schweiz  | Abfahrt   |

### Nor-Am Cup
- Saison 2019/20: 1. Abfahrtswertung
- 3 Podestplätze, davon 1 Sieg:

| Datum             | Ort         | Land   | Disziplin |
| ----------------- | ----------- | ------ | --------- |
| 12. Dezember 2019 | Lake Louise | Kanada | Abfahrt   |

### Juniorenweltmeisterschaften
- Åre 2017: 44. Abfahrt
- Davos 2018: 5. Super-G, 17. Abfahrt, 13. Kombination

### Weitere Erfolge
- 1 Sieg in FIS-Rennen